# 21 جمادى الأولى
- السبت
- الأحد
- الاثنين
- الثلاثاء
- الأربعاء
- الخميس
- الجمعة

- 302 نوفمبر 2024
- 13 نوفمبر 2024
- 24 نوفمبر 2024
- 35 نوفمبر 2024
- 46 نوفمبر 2024
- 57 نوفمبر 2024
- 68 نوفمبر 2024
- 79 نوفمبر 2024
- 810 نوفمبر 2024
- 911 نوفمبر 2024
- 1012 نوفمبر 2024
- 1113 نوفمبر 2024
- 1214 نوفمبر 2024
- 1315 نوفمبر 2024
- 1416 نوفمبر 2024
- 1517 نوفمبر 2024
- 1618 نوفمبر 2024
- 1719 نوفمبر 2024
- 1820 نوفمبر 2024
- 1921 نوفمبر 2024
- 2022 نوفمبر 2024
- 2123 نوفمبر 2024
- 2224 نوفمبر 2024
- 2325 نوفمبر 2024
- 2426 نوفمبر 2024
- 2527 نوفمبر 2024
- 2628 نوفمبر 2024
- 2729 نوفمبر 2024
- 2830 نوفمبر 2024
- 291 ديسمبر 2024
- 12 ديسمبر 2024
- 23 ديسمبر 2024
- 34 ديسمبر 2024
- 45 ديسمبر 2024
- 56 ديسمبر 2024

21 جُمادى الأولى أو 21 جُمادی‌ الاَوَّل أو يوم 21 \ 5 (اليوم الحادي والعشرون من الشهر الخامس) هو اليوم التاسع والثلاثون بعد المائة (139) من أيَّام السنة (أو الأربعون بعد المائة لو كان شهر ربيع الآخر مُتممًا لليوم الثلاثين أو الحادي والأربعون بعد المائة لو أتم كلًا من صفر وربيع الآخر ثلاثين يومًا) وفق التقويم الهجري القمري (العربي). يبقى بعده 215 أو 216 يومًا لانتهاء السنة.

## أحداث
- 504 هـ - الحملة الصليبية الأولى تحتل مدينة صيدا.
- 690 هـ - استرداد المسلمين مدينة صيدا بقيادة الأشرف صلاح الدين خليل من أيدي الصليبيين بعد استرداد عكا، وبذلك قضى على الوجود الصليبي تمامًا بالشام، بعد أن ظل نحو مائتي عام.
- 950 هـ - قيام البحرية العثمانية بقيادة «خير الدين بربروس» بمحاصرة مدينة «نيس» الفرنسية، وقد تمكنت من فتحها عَنوة، وكان هذا بناء على طلب من فرنسا لمساعدتها في حربها ضد الإسبان الذين كانوا يحتلون المدينة المذكورة.
- 955 هـ - العثمانيون يحتلون مدينة تبريز والتي تعتبر أحد أهم مدن الدولة الصفوية وذلك في عهد السلطان سليمان القانوني.
- 1049 هـ - توقيع معاهدة صلح بين الدولة العثمانية في عهد «مراد الرابع» والدولة الصفوية، وانقطعت بهذه المعاهدة كل أسباب العداوة بين البلدين.
- 1134 هـ - هزيمة الدولة الصفوية الإيرانية من قِبَل جيش أفغانستان في معركة «جيلان آباد».
- 1356 هـ - تتويج الملك فاروق ملكًا على عرش مصر رسميًا وذلك بعد وصوله لسن الرشد حسب التقويم الهجري، بعد الفتوى التي طلبتها والدته الملكة نازلي من شيخ الأزهر محمد مصطفى المراغي.
- 1359 هـ - تركيا تعلن الحياد في الحرب العالمية الثانية.
- 1367 هـ - عصابات الهجاناه ترتكب مجزرة قرية أبو كبير بفلسطين، حيث لاحقت المواطنين العزل أثناء محاولتهم الفرار من بيوتهم طلبا للنجاة، وقد قتل معظم من في القرية.
- 1376 هـ - إتمام انسحاب القوات البريطانية والفرنسية من قناة السويس.
- 1377 هـ - جيش التحرير المغربي يقوم بهجمات قوية على المراكز الإسبانية في الصحراء الغربية.
- 1412 هـ - الولايات المتحدة والمملكة المتحدة تتهمان ليبيا بالضلوع في تفجير طائرة بان أمريكان فوق اسكتلندا، وبداية ما عرف بقضية لوكربي.
- 1418 هـ -
  - المسلحون في الجزائر يقتلون 280 ويصيبون مئات حول الجزائر العاصمة.
  - محكمة الخبر الشرعية بالسعودية تحكم على الممرضتين الإنجليزيتين «ديبورا باري» و«لوسيل ماكلوجلان» بالإعدام للأولى والسجن 8 سنوات و500 جلدة للثانية وذلك بتهمة قتل زميلتهما الممرضة الأسترالية «إيفون جيلفورد»، وقد ألغي الحكم بعد دفع دية 1.2 مليون دولار لشقيقة القتيلة.

## مواليد
- 1406 هـ - ياسمين كساب، ممثلة مصرية.
- 1407 هـ - عايدة الحاج علي، سياسية سويدية.

## وفيات
- 992 هـ - أبو السعادات الفاكهي، فقيه وكاتب وشاعر حجازي.
- 1423 هـ - عاطف سالم، مخرج مصري.
- 1427 هـ - علي السميري، ممثل كويتي.
- 1431 هـ - محمود السعدني، صحفي مصري.
- 1434 هـ - بدر بن عبد العزيز آل سعود، أمير سعودي.
- 1436 هـ -
  - حارث الضاري، أمين عام هيئة عُلماء المُسلمين العراقيَّة سابقًا.
  - عبد الرحمن رفيع، شاعر بحريني.
- 1438 هـ - عمر عبد الرحمن، عالم أزهري، والزعيم الروحي للجماعة الإسلامية في مصر.
- 1442 هـ - ألفريد سمعان، شاعر عراقي.

## وصلات خارجية
- موقع قصة الإسلام: حدث في شهر جُمادى الأولى.